# Björn Kopplin
Björn Kopplin (* 7. Januar 1989 in Berlin) ist ein deutscher Fußballspieler.

## Karriere

### Vereine
Kopplin begann als Sechsjähriger in der Jugendabteilung des 1. FC Union Berlin mit dem Fußballspielen und blieb dort neun Jahre lang. Im Jahre 2004 wechselte er für eine Ausbildungsentschädigung in Höhe von 15.000 Euro in die Jugendabteilung des FC Bayern München, bei dem er bis 2007 hauptsächlich in der U-19-Mannschaft eingesetzt wurde. 2007 kam er in die Regionalliga-Mannschaft und gab dort seinen Einstand am 10. Mai 2008 (31. Spieltag) beim 3:3 im Auswärtsspiel gegen den SV Sandhausen, als er in der 74. Minute für Timo Heinze eingewechselt wurde. Sein erstes Drittliga-Spiel bestritt er am 2. August 2008 (2. Spieltag) beim 2:2 im Auswärtsspiel gegen den Wuppertaler SV Borussia, als er in der 69. Minute erneut für Timo Heinze zum Einsatz kam.
In der Sommerpause 2010 wechselte Kopplin zum Bundesligaabsteiger VfL Bochum, für den er am 23. August 2010 (1. Spieltag) im Heimspiel gegen den TSV 1860 München debütierte. In seinem ersten Zweitligajahr absolvierte er alle 34 Saisonspiele. Am Ende erreichte Bochum den dritten Platz und verpasste den Wiederaufstieg in der Relegation. Am 17. Dezember 2011 (19. Spieltag) erzielte er beim 2:0-Sieg im Auswärtsspiel gegen den FSV Frankfurt mit dem Führungstreffer in der 20. Minute sein erstes Ligator im Seniorenbereich.
Zur Saison 2012/13 kehrte Kopplin nach Berlin zurück und erhielt beim 1. FC Union Berlin einen bis zum 30. Juni 2015 laufenden Vertrag.
Zur Saison 2015/16 wurde er vom Drittligisten Preußen Münster verpflichtet, für den er alle 38 Punktspiele bestritt und zwei Tore erzielte. Von Saisonende an vereinslos, schloss er sich in der Winterpause 2016/17 dem dänischen Zweitligisten Hobro IK an. Mit dem Verein gelang ihm zur Saison 2017/18 der Aufstieg in die höchste Spielklasse, der Superliga. Zur Saison 2018/19 wechselte er zum Ligakonkurrenten Brøndby IF.
Nach einem enttäuschenden halben Jahr mit nur drei Ligaeinsätzen, wechselte er zum Randers FC, mit dem er einen Vertrag über zweieinhalb Jahre unterzeichnete. Er avancierte zum Leistungsträger und gewann 2021 mit seiner Mannschaft durch den 4:0-Sieg über SønderjyskE im Ceres Park von Aarhus den nationalen Vereinspokal. Im Mai 2025 gab Kopplin bekannt, dass er zum Ende der laufenden Saison seine Karriere beenden werde.

### Nationalmannschaft
Mit der U17-Nationalmannschaft belegte Kopplin bei der Europameisterschaft 2006 den vierten Platz. 2008 wurde er in die U19-Auswahl für die Europameisterschaft 2008 in Tschechien berufen, mit der er das Finale gegen die Auswahl Italiens mit 3:1 und so den ersten Titel seiner Karriere gewann. Im Finale kam Kopplin wie auch in den Spielen zuvor zum Einsatz. Während des Turniers spielte er vorwiegend als linker Außenverteidiger.
Sein Debüt in der U20-Nationalmannschaft gab Kopplin am 22. April 2009 in Chemnitz beim 5:0-Sieg über die Auswahl Italiens. Seine ersten beiden Tore erzielte er am 7. Oktober 2009 im Achtelfinale der U20-Weltmeisterschaft gegen die Auswahl Nigerias, darunter das entscheidende 3:2 in der Nachspielzeit. Sein letztes Spiel für diese Auswahlmannschaft bestritt er 10. Oktober 2009 in Kairo im Viertelfinale, das in der Verlängerung mit 1:2 gegen die Auswahl Brasiliens verloren wurde.

## Erfolge
- Dänischer Pokal-Sieger 2021
- U19-Europameister 2008
- UEFA-CAF-Meridian Cup-Sieger 2007
- Deutscher A-Juniorenmeisterschaft-Finalist 2007(mit dem FC Bayern München)

## Sonstiges
2007 nahm er in Barcelona am Turnier um den UEFA-CAF Meridian Cup teil, das er mit der europäischen U18-Auswahl – gemeinsam mit Marko Marin und Manuel Fischer – nach Hin- und Rückspiel mit 10:1 gegen die afrikanische U18-Auswahl gewann.